# Kaple svaté Anny (Drozdovice)
Kaple svaté Anny je barokní sakrální stavba v Prostějově-Drozdovicích.
Kaple svaté Anny v Drozdovicích byla postavena v letech 1743–1745 na místě malého morového hřbitova. Vznikla pravděpodobně z praktických důvodů, aby místní sedlácké rodiny nemusely absolvovat cestu do Mostkovic na každou bohoslužbu. Místo toho dojížděl mostkovický farář do Drozdovic. O 40 let později na základě císařského dekretu byla kaple označena za nepotřebnou a měla být zbourána. Občané se složili a kapli odkoupili za 180 zlatých. V roce 1864 se v ní sloužila slavná mše. Dalšímu ohrožení kaple čelila v 50. letech 20. století, kdy bránila vystavbě sídliště, obyvatelé Drozdovic ale zabránili zbourání kaple. Uvnitř kaple se nachází cenný dřevěný barokní oltář ad orientem s vyřezanými slunečnicemi a obrazem svaté Anny. Kaple je spravována Římskokatolickou farností Povýšení sv. Kříže. Schází se zde růžencové společenství a také jsou zde pravidelně konány bohoslužby.